# Пеґґі Мак-Карті
Пеґґі Мак-Карті (англ. Peggy McCarthy; нар. 1 березня 1956) — американська академічна веслувальниця.
Бронзова призерка Олімпійських Ігор 1976 року в складі вісімки.